# CopyCamp

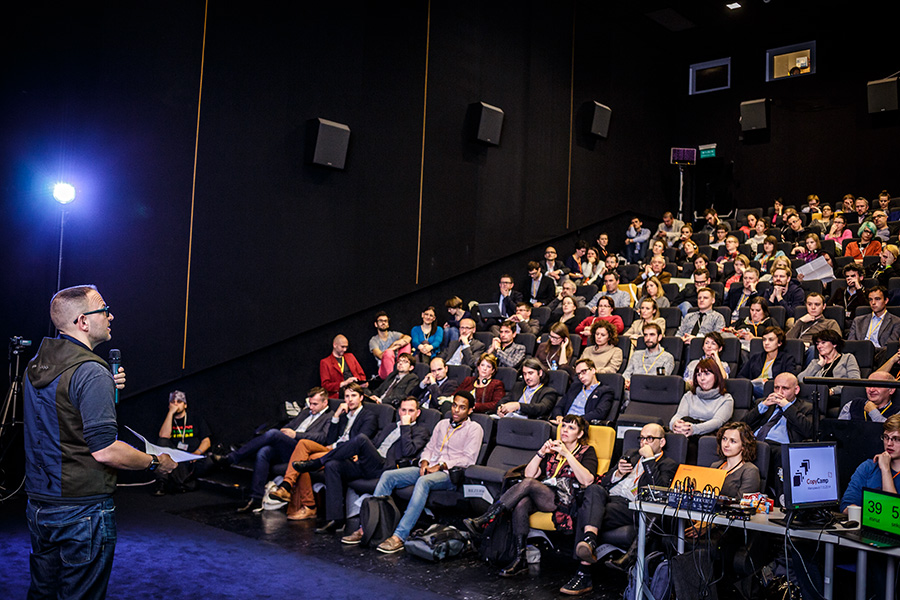
CopyCamp 2014 - Cory Doctorow

A CopyCamp egy nemzetközi kulturális konferencia, melyet a Modern Lengyelország Alapítvány szervez. Fő célja a szabad kultúra megjelenésével összefüggésben a copyright-korlátozások helyzetének és jövőjének megvitatása.

## Jellemzői
A CopyCamp konferencia Európa egyik legjelentősebb szabad kulturális eseménye, melyre évente kerül sor, az esemény hagyományos helyszíne Varsó. A találkozó először 2012 végén került megrendezésre.

## Résztvevők

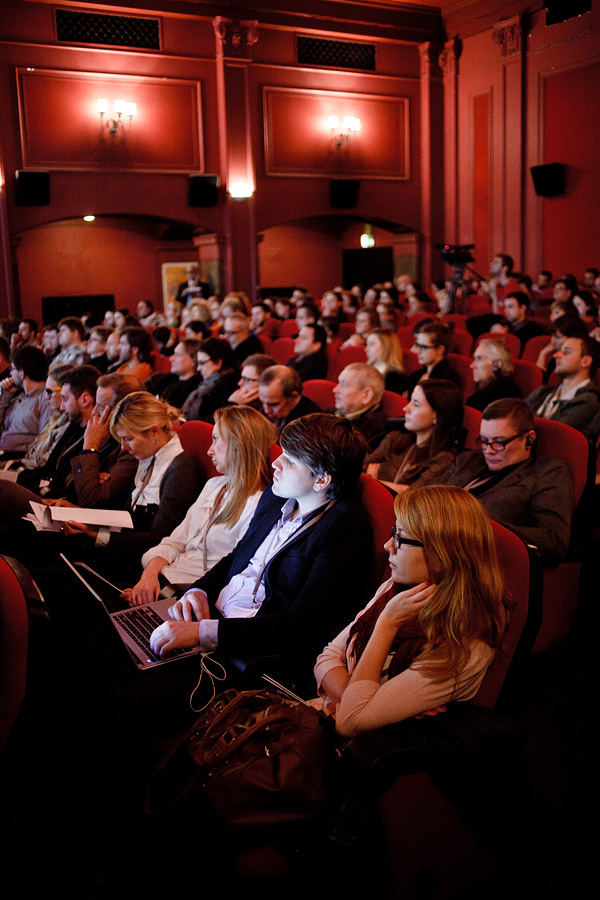
CopyCamp 2013

A nemzetközi kulturális eseményben minden évben a szabad kultúra legjelentősebb művészei és más alkotói vesznek részt. 2012 végén az Amerikai Egyesült Államokból Nina Paley szabad filmrendező, 2013-ban Eben Moglen volt a fővendég.
2014-ben ismét nagyot nőtt az esemény, immár 2 napossá vált és még több párhuzamos szekció indult. Tovább erősödött a művészet és emberi jogi tematika is.
A fővendégek Cory Doctorow és Birgitta Jónsdóttir. Magyar részről 2013-ban Bodó Balázs, 2014-ben jogászként Mezei Péter, művészként Szervác Attila képviselte Magyarországot.

## Alkotások
A konferenciára készült valamennyi művészi és tudományos kép, videó és hanganyag a Wikipédiával is kompatibilis CC-BY-SA licenccel készült és így közzétéve gyarapítja a kulturális örökséget.